# Judeja (rimska provinca)
Judeja (hebrejsko: יהודה ‎, standardno hebrejsko Yəhuda, tiberijsko hebrejsko Yəhûḏāh, grško: starogrško Ἰουδαία  [Joudaía], latinsko: IVDÆA), pokrajina in rimska provinca v vzhodnem Sredozemlju.
Rimska republika je po porazu Mitridata VI. Pontskega v  tretji mitridatski vojni (73-63 pr. n. št.) leta 63 pr. n. št. ustanovila provinco Sirijo. Prokonzul Pompej je še istega leta oblegal in osvojil Jeruzalem in s svojim vstopom oskrunil jeruzalemski tempelj. Po osvojitvi Jeruzalema so Rimljani ustanovili vazalno Judejsko kraljestvo.
Po smrti kralja Heroda Velikega leta 4 pr. n. št. se je njegovo kraljestvo razdelilo med njegove štiri sinove (Judejska tetrarhija). V Judeji, ki je obsegala največji del nekdanjega kraljestva, so Rimljani leta 6 n. št. odstavili kralja Heroda Arhelaja in z združitvijo Prave Judeje (biblijska Judah), Samarije in Edoma ustanovili provinco Judejo.
Provinca Judeja je bila prizorišče treh judovsko-rimskih vojn: velikega judovskega upora (66-70 n. št.), Kvijetove vojne (115-117 n. št.) in Bar Kohbovega upora (132-135 n. št.). Po zadnji vojni je cesar Hadrijan provinco preimenoval v Palestinsko Sirijo (Syria Palæstina), Jeruzalem pa v Aelio Capitolino, s čimer je poskušal izbrisati zgodovinske vezi Judov s pokrajino Judejo.

## Zgodovinsko ozadje
Rimska republika  je na Bližnjem vzhodu prvič intervenirala leta 63 pr. n. št. po tretji mitridatski vojni, ko je ustanovila provinco Sirijo. Za vzdrževanje  miru je bil imenovan vojskovodja Gnej Pompej Veliki. 
Regija v tistem času ni bila mirna. Judejska kraljica Saloma Aleksandra je malo pred tem umrla in njena sinova Hirkan in Aristobul II. sta se začela med seboj vojskovati za izpraznjeni prestol. Ko je Aristobula je leta 63 pr. n. št. v Jeruzalemu oblegala bratova vojska, je poslal svoje odposlance k Pompejevemu zastopniku Marku Emiliju Skavru in ga zaprosil za pomoč. Za svojo rešitev je ponudil veliko podkupnino. Pompej je njegovo ponudbo sprejel, Aristobul pa je Skavra zatem obtožil oderuštva. Ker je bil Skaver Pompejev svak in varovanec, se mu je Pompej maščeval in za etnarha in velikega duhovnika imenoval njegovega brata Hirkana, naslova kralja pa mu ni priznal. Ko je Julij Cezar porazil Pompeja, je Hirkana zamenjal z njegovim dvorjanom Antipatrom Idumejcem,  poznanim tudi kot Antipa, ki je postal prvi judovski rimski prokurator. 
Leta 57-55 pr. n. št. je sirski prokonzul Avl Gabinij razdelil nekdanje hazmonejsko Izraelsko kraljestvo na pet okrožij, katerim so načelovali okrožni sanhedrini. 
Leta 44 pr. n. št. sta bila Cezar in Antipater ubita in rimski senat je leta 40 pr. n. št. za kralja Judov razglasil Antipatrovega sina Idumejca Heroda Velikega, ki je vojaško oblast dobil šele leta 37 pr. n. št.. Med njegovim vladanjem so bili odstranjeni še zadnji predstavniki Makabejcev in zgrajeno veliko pristanišče Caesarea Maritima.  Herodovo kraljestvo so si po njegovi smrti leta 4 pr. n. št.  razdelil njegovi štirje sinovi (Judejska tetrarhija).  Ena od četrtin je bila Judeja, ki se je približno ujemala z nekdanjim Judejskim kraljestvom. V njej je do leta 6 n. št. vladal Herodov sin Herod Arhelaj, katerega je cesar Avgust zaradi pritožb podložnikov in slabega vladanja odstavil. Njegovega brata Heroda Antipa, ki je od leta 4 pr. n. št. vladal v Galileji in Pereji, je leta 39 n. št. odstavil cesar Kaligula. 

## Judeja kot rimska provinca
Leta 6 n. št. je Judeja postala del večje rimske province Judeje (Iudaea), ki je bila sestavljena iz prave (biblične) Judeje, Samarije in Idumeje, bibličnegai Edoma. V provinco niso bile vključene pokrajine Galileja, Golan (Gaulanitis) in Pereja (Dekapolis). Takšna ureditev je imela zelo majhen pomen za rimski državni proračun, dobro pa je obvladovala ozemlje in obalne ceste do rimske žitnce Egipta. Poleg tega je mejila s Partskim cesarstvom, ki je bilo po izgonu Judov vmesno ozemlje med Judejo in Judi v babilonskem izgnanstvu. Upravno središče province je bila Cezarea Maritima in ne Jeruzalem, ki je bil prestolnica kraljev Davida, Ezekija in Josija, Makabejcev in Heroda Velikega. Legat (guverner) province je postal guverner Sirije Kvirinij, ki je izvedel prvi popis prebivalstva v Siriji in Judeji in bil nasprotnik zelotov. Judeja ni bila niti senatska niti prava cesarska provinca, ampak nekakšen  "satelit Sirije ". Guverner je bil vitez konjeniškega reda (ordo equeaster), tako kot v Egiptu, in ne bivši konzul, pretor ali senator.  V letih 26-36 n. št. je bil judejski prefekt Poncij Pilat. Eden od velikih duhovnikov Herodovega templja je bil Kajfa, poznan zlasti po sodelovanju pri Jezusovi aretaciji in usmrtitvi. Za velikega duhovnika ga je imenoval prefekt Valerij Grat leta 18. Leta 36 je sirski legat Lucij Vitelij oba odstavil. 
Do prvega odkritega razkola med Rimom in Judi je prišlo v "krizi pod Kaligulo" (37-41). Judeja je ponovno dobila avtonomijo v letih 41-44 n. št., ko je cesar Klavdij za kralja Judov imenoval Heroda Agripo I. in na oblast ponovno postavil Herodsko dinastijo. Provinca je kljub temu, da ni več imela prefekta, očitno ostala rimska provinca.
Cesar Klavdij je sklenil, da bo prokuratorje, ki so bili pogosto cesarjevi osebni pooblaščenci in provincijalni davčni in finančni ministri, po celem cesarstvu povišal na položaj magistratov s polnimi pooblastili za vzdržavanje miru.  Ker sirski legat za Judejce ni bil sprejemljiv, je svojega zaupnega judejskega prokuratorja povišal na položaj cesarskega prokuratorja. Po Agripovi smrti leta 44 n. št. se je provinca za nekaj časa vrnila pod neposredno rimsko oblast, dokler ni bil leta 48 za kralja Judov imenovan Agripov sin  Mark Julij Agripa. Agripa je bil sedmi in zadnji kralj iz herodske dinastije. Od leta 70 do 135  so morali zaradi upornosti Judov provinco upravljati rimski legati, ki so bili tudi sposobni vojaški poveljniki. Agripa, ki bil zvest rimski podložnik, se je na prestolu obdržal do svoje smrti leta 93/94 ali leta 100, potem pa se je njegovo kraljestvo vrnilo pod popolno rimsko oblast.

## Upori Judov
Judeja je bila prizorišče treh velikih uporov proti Rimu:
- prvega upora leta 66-70 n. št., ki je imel za posledico obleganje Jeruzalema in porušenje Herodovega templja,
- drugega upora leta 115-117 n. št., imenovanega tudi Kitosova vojna, in
- tretjega upora  leta 132-135 n. št., imenovanega tudi Bar Kohbova vstaja.

Po zatrtju Bar Kohbovega upora je cesar Hadrijan provinco združil s provinco Sirijo in preimenoval v Sirijo Palestino, Jeruzalem pa v Aelio Capitolino, da bi ponižal judovsko prebivalstvo in izbrisal njihove zgodovinske vezi s pokrajino Judejo.
V Dioklecijanovih  reformah kones 3. stoletja je bila regija razdeljena na Prvo Palestino (Palaestina Prima) z upravnim središčem Caesarea Maritima, ki je obsegala Judejo, Samarijo, Idumejo, Perejo in obalno nižavje, Drugo Palestino (Palaestina Secunda), ki je obsegala Galilejo, Dekapolis in Golan, njeno upravno središče je bil Bet-šean, in Tretjo Palestino (Palaestina Tertia), ki je obsegala Negev (ali Edom) in prestolnico Petro.